# Doto torrelavega
Doto torrelavega is een slakkensoort uit de familie van de Dotidae. De wetenschappelijke naam van de soort is voor het eerst geldig gepubliceerd in 2007 door Ortea & Caballer.